# Madagaskaroeverzwaluw
De madagaskaroeverzwaluw (Riparia cowani) is een zangvogel uit de familie Hirundinidae (Zwaluwen). Het is een endemische soort oeverzwaluw op Madagaskar.

## Taxonomie
Dit taxon werd in 1882 door de Engelse dierkundige Richard Bowdler Sharpe  beschreven als aparte soort en verzameld door en vernoemd naar de Schotse natuuronderzoeker William Deans Cowan (1844 -1924). Lange tijd werd dit taxon als ondersoort van de vale oeverzwaluw (R. paludicola) beschouwd. Op de IOC World Bird List staat de vogel weer als soort.

## Verspreiding en leefgebied
Deze soort is endemisch op Madagaskar. Het voorkeurshabitat wordt gevormd door draslanden.